# Scoutisme en Côte d'Ivoire
 (août 2015).
Si vous disposez d'ouvrages ou d'articles de référence ou si vous connaissez des sites web de qualité traitant du thème abordé ici, merci de compléter l'article en donnant les références utiles à sa vérifiabilité et en les liant à la section « Notes et références ».
Le scoutisme en Côte d'Ivoire débute en 1937 et regroupe aujourd'hui trois fédérations, dont deux sont reconnues par l'OMMS et l'AMGE depuis 1973. Les associations des scoutisme des trois grandes fédérations sont divisées en différentes régions scoutes, elles-mêmes subdivisées en district.
- Fédération Ivoirienne de Scoutisme, composée de 3 ASN :
  - Association des Scouts Catholiques de Côte d'Ivoire
  - Éclaireuses et Éclaireurs de Côte d'Ivoire
  - Éclaireuses et Éclaireurs Unionistes de Côte d'Ivoire.
- Fédération Ivoirienne de Scoutisme Féminin
- Conférence Ivoirienne de Scoutisme, composée des Éclaireurs Neutres de Côte d'Ivoire, des Scouts Marins de Côte d'Ivoire, des Scouts d'Afrique de Côte d'Ivoire ; reconnue par la WFIS
- Association  des Scouts Musulmans de Côte d'Ivoire, regroupant quelques groupes musulmans